# Katarzyna Kołodziejczyk
Katarzyna Anna Kołodziejczyk – polska politolog, badaczka stosunków międzynarodowych, doktor habilitowany nauk społecznych w zakresie nauk o polityce. Profesor uczelni na Wydziale Nauk Politycznych i Studiów Międzynarodowych Uniwersytetu Warszawskiego, od 2025 dziekan tego wydziału. 

## Życiorys
W 1996 ukończyła studia magisterskie w ISM UW, zaś trzy lata później uzyskała doktorat na ówczesnym Wydziale Dziennikarstwa i Nauk Politycznych UW na podstawie pracy Geneza wspólnotowej waluty euro, której promotorem był Józef Kukułka. W latach 2000–2003 kierowała Studium Bezpieczeństwa Narodowego przy ISM UW. 28 maja 2014 uzyskała na macierzystym wydziale habilitację na podstawie dorobku naukowego oraz rozprawy Stosunki Unii Europejskiej z grupą państw Afryki, Karaibów i Pacyfiku. Rola i znaczenie Umów o partnerstwie gospodarczym w zakresie handlu i pomocy rozwojowej.
W 2024 r. została wybrana prodziekanem ds. nauki swojego wydziału. W dniu 27 marca 2025 r., po dyscyplinarnym zwolnieniu z pracy na UW dotychczasowego dziekana dr hab. Daniela Przastka, rektor UW powierzył jej tymczasowe pełnienie obowiązków dziekana. W wyborach dziekańskich przeprowadzonych 13 czerwca 2025 r. uzyskała 95 głosów elektorskich wobec 57 głosów oddanych na jej kontrkandydatkę, prof. dr hab. Jolantę Itrich-Drabarek, i tym samym została wybrana pełnoprawnym dziekanem Wydziału na okres do końca kadencji 2024-2028.  
Jest specjalistką w zakresie integracji europejskiej, w szczególności jej aspektów ekonomicznych. Zajmuje się także m.in. polityką rozwojową i humanitarną Unii Europejskiej.